# Youssou Ndoye
Youssoupha "Youssou" Ndoye (Dakar, 29 de junio de 1994) es un baloncestista senegalés que pertenece a la plantilla del Fundación CB Granada de la liga ACB. Con 2,13 metros de estatura, juega en la posición de pívot.

## Trayectoria deportiva

### Universidad
Jugó cuatro temporadas con los Bonnies de la Universidad de St. Bonaventure, en las que promedió 7,9 puntos, 5,7 rebotes y 1,7 tapones por partido. En su última temporada fue incluido en el tercer mejor quinteto de la Atlantic 10 Conference y en el mejor quinteto defensivo.

### Profesional
Tras no ser elegido en el Draft de la NBA de 2015, disputó las Ligas de Verano de la NBA con los San Antonio Spurs, jugando en seis partidos en los que proimedió 3,2 puntos y 1,8 rebotes. Tras ser descartado por los Spurs para la temporada, en octubre fue adquirido por los Austin Spurs de la G League como jugador afiliado. Jugó una temporada en la que promedió 7,9 puntos y 7,0 rebotes por partido.
Tras volver a disputar las ligas de verano con los Spurs, en septiembre de 2016 firmó contrato con el JL Bourg Basket de la Pro B, la segunda división francesa. En su primera temporada, jugando como titular, promedió 14,1 puntos y 9,4 rebotes por partido, siendo pieza clave el la consecución del campeonato y el consiguiente ascenso a la Pro A.
La temporada siguiente, ya en la máxima categoría del baloncesto francés, acabó con unos promedios de 11,8 puntos y 6,4 rebotes por partido.
El senegalés disputa la temporada 2019/20 en las filas del Nanterre 92, equipo de la máxima categoría francesa, donde promedia 9,3 puntos, 4,9 rebotes y 11 de valoración.
En junio de 2020, firma por el Coosur Real Betis de la Liga ACB.
El 17 de agosto de 2021, regresa a Francia para jugar en las filas del Orléans Loiret Basket de la Pro A, la primera categoría del baloncesto francés, para sustituir al lesionado LaMonte Ulmer.
En la temporada 2022-23, firma por el Daegu KOGAS Pegasus de la Liga de baloncesto de Corea.
El 5 de enero de 2023, firmó hasta final de temporada con el Covirán Granada de la Liga ACB.

## Internacional
Es internacional con Senegal, selección con la que disputó el Mundial disputado en China, y alcanzó la medalla de bronce en el Afrobasket de 2017.